# Найнітал
Найнітал (гінді नैनीताल, англ. Nainital) — місто в індійському штаті Уттаракханд, адміністративний центр округу Найнітал регіону Кумаон.

## Географія
Розташований у передгір'ях Гімалаїв, на висоті близько 2000 м над рівнем моря в глибокій долині біля озера. Найбільші з гір, що оточують місто — Найна (2615 м) на півночі, Деопатха (2438 м) на заході і Аярпатха (2278) на півдні.

### Клімат
Місто знаходиться у зоні, котра характеризується вологим субтропічним кліматом. Найтепліший місяць — червень із середньою температурою 20 °C (68 °F). Найхолодніший місяць — січень, із середньою температурою 6.2 °С (43.2 °F).
| Клімат Найнітала        | Клімат Найнітала | Клімат Найнітала | Клімат Найнітала | Клімат Найнітала | Клімат Найнітала | Клімат Найнітала | Клімат Найнітала | Клімат Найнітала | Клімат Найнітала | Клімат Найнітала | Клімат Найнітала | Клімат Найнітала | Клімат Найнітала |
| Показник                | Січ.             | Лют.             | Бер.             | Квіт.            | Трав.            | Черв.            | Лип.             | Серп.            | Вер.             | Жовт.            | Лист.            | Груд.            | Рік              |
| Середній максимум, °C   | 10,7             | 12,3             | 16,3             | 20,8             | 23,5             | 23,5             | 21,6             | 21               | 20,7             | 18,7             | 15,4             | 12,9             | 18,1             |
| Середня температура, °C | 6,2              | 7,9              | 11,9             | 16,4             | 19,1             | 20               | 19,1             | 18,5             | 17,4             | 14,2             | 10,6             | 8                | 14,1             |
| Середній мінімум, °C    | 1,7              | 3,5              | 7,5              | 11,9             | 14,6             | 16,4             | 16,5             | 16               | 14,1             | 9,7              | 5,7              | 3,1              | 10,1             |
| Норма опадів, мм        | 80.3             | 60.4             | 55.7             | 33.7             | 73.8             | 327.5            | 725              | 553.4            | 385              | 135.4            | 7.9              | 27.6             | 2465.7           |
| ----------------------- | ---------------- | ---------------- | ---------------- | ---------------- | ---------------- | ---------------- | ---------------- | ---------------- | ---------------- | ---------------- | ---------------- | ---------------- | ---------------- |
| Джерело: Weatherbase    |                  |                  |                  |                  |                  |                  |                  |                  |                  |                  |                  |                  |                  |